# Sonapur (Banke, Nepal)
Sonapur ist ein Dorf und ein Village Development Committee (VDC) in Südwest-Nepal.
Sonapur liegt im südlichen Distrikt Banke in der Provinz Lumbini.
Sonapur hatte im Jahr 2001 7107 Einwohner, davon 52,3 % Männer und 47,7 % Frauen.
Bei der Volkszählung 2011 hatte der VDC Sonapur 8156 Einwohner (davon 4004 männlich) in 1412 Haushalten.